# Midori (операционная система)
Midori (яп. 緑 мидори, зелёный цвет) — кодовое имя исследовательской операционной системы (ОС), разработанной на основании концепции управляемого кода подразделением американской корпорации Microsoft — Microsoft Research.
Кодовое название «Midori» впервые было раскрыто в презентации «CHESS: A systematic testing tool for concurrent software» в ноябре 2007 года.
В июне 2008 года сообщалось, что проект «Midori» может стать коммерческой реализацией экспериментальной операционной системы «Singularity», работы над которой были начаты в 2003 году. Ключевые особенности проекта «Singularity» заключались в создании отказоустойчивой ОС, в которой ядро ОС, драйвера устройств и приложения написаны на управляемом коде. Также ключевой возможностью «Singularity» являлась высокоэффективная поддержка распараллеливания и новая система защиты, которая заключала работающие приложения в так называемую «песочницу».
Летом 2008 года Microsoft наметила несколько возможных путей перехода от ОС семейства Microsoft Windows к Midori. Рассматривались варианты, в которых Midori работала в связке с инициативой составных программ «Oslo», модель программирования которой имела бы зависимость от метаданных, чтобы дать системе более надёжно управлять приложениями. Также предполагалась вероятность того, что Midori станет Интернет-ориентированной ОС.
Дальнейшим развитием этой линии ОС является проект Barrelfish.